# Netzwanzen

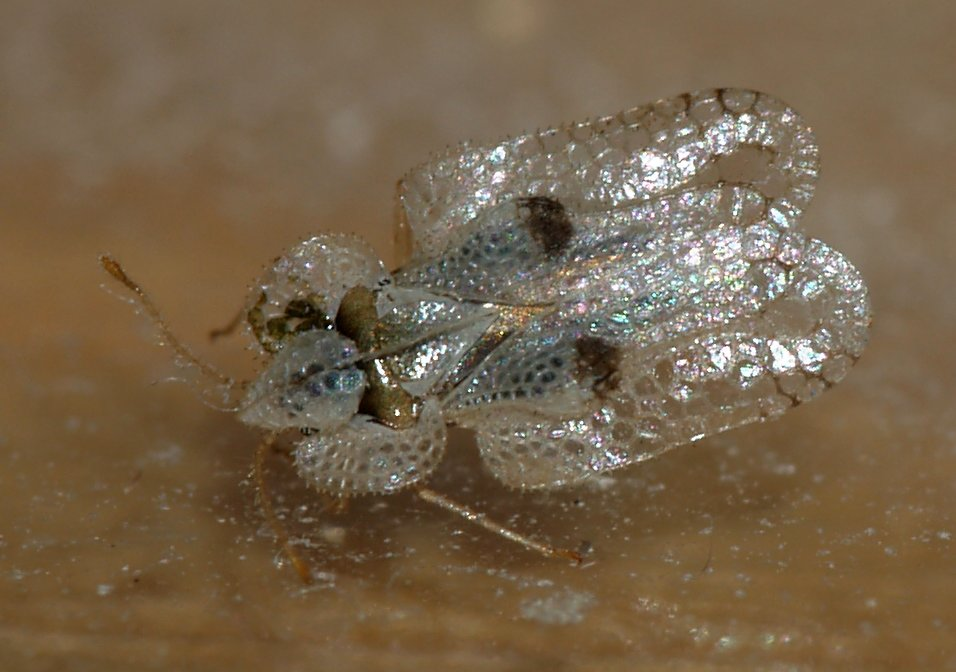
Platanen-Netzwanze (Corythucha ciliata)

Netzwanzen oder Gitterwanzen (Tingidae) sind eine Familie der Wanzen (Heteroptera). Sie kommen weltweit mit über 2000 Arten vor, von denen in Europa 190 Arten und Unterarten vertreten sind. In Deutschland und Österreich sind gegenwärtig 75 Arten bekannt, welche ausnahmslos der Unterfamilie der Tinginae angehören. Kennzeichnendes Merkmal dieser Insekten ist die netzartige Struktur ihrer Körperoberseite, welche diesen Tieren den deutschen Namen eingetragen hat.

## Äußere Gestalt
Netzwanzen erreichen Körperlängen zwischen zwei und fünf Millimetern. Einige tropische Vertreter erreichen maximal acht Millimeter. Die erwachsenen Tiere sind flach und durch eine netzadrige Struktur der Vorderflügel (Hemielytren) und des gekielten Halsschildes (Pronotum) gekennzeichnet. Der Seitenrand des Halsschildes ist vielfach verbreitert und umgefaltet. An seinem Vorderrand sind oft kapuzenförmige Bildungen (=Halsblasen) vorhanden, die so groß sein können, dass sie den Kopf verbergen. Am Hinterrand ist der Halsschild bei höher entwickelten Formen in einen langen Fortsatz ausgezogen, der das Schildchen (Scutellum) überdeckt. Sie sehen den Meldenwanzen (Piesmidae) ähnlich, die jedoch in eine andere Verwandtschaftsgruppe gehören. Ihre Flügelmembranen sind nur sehr schwer unter der Netzstruktur zu erkennen. Die Architektur und die Zahl der Maschen und Leisten sowie der Bau der Fühler sind wichtige bestimmungsrelevante Merkmale der verschiedenen Arten in dieser Familie.
Die Punktaugen (Ocelli) sind zurückgebildet. Durch ihre gut entwickelten Flügel sind die meisten Arten flugfähig; es existieren daneben aber auch flugunfähige kurzflügelige Arten.
Die Larven fallen durch mehr oder weniger lange, zuweilen verzweigte Dornen auf. Die kennzeichnende gitterartige Struktur ist bei ihnen noch nicht sichtbar. Die Larven wie auch die Imagines scheiden über ihre Körperoberfläche Wachse aus und wirken daher wie mit Mehl bestäubt.

## Lebensweise
Die Tiere ernähren sich rein phytophag. Viele sind dabei eng an nur eine oder wenige Pflanzenarten beziehungsweise -familien gebunden (mono- bis oligophag). Sie sind wenig bewegungsaktiv und halten sich vor allem auf den Blattunterseiten und an den Blüten ihrer Wirtspflanzen auf. Dort verstecken sie sich oft zwischen Haaren, Stacheln oder spaltförmigen Vertiefungen. Sie zeigen bei Beunruhigung kein auffälliges Fluchtverhalten. Fliegende Tiere werden nur selten beobachtet.
Die Eier werden von den Weibchen mit Hilfe des Legestachels tief in pflanzliches Gewebe eingesenkt, meist auf der Unterseite der Wirtspflanzenblätter, selten auch auf anderen Pflanzenteilen oder auf der Blattoberseite.

## Netzwanzen und Mensch
Netzwanzen können als Kulturschädlinge in Erscheinung treten, oft mit einer Tendenz zu Massenvermehrungen. In Mitteleuropa sind sie diesbezüglich von geringerer Bedeutung. Beispielsweise gilt die Birnblattwanze (Stephanitis pyri) als Schädling in Obstbaumkulturen. Es kommen auch Gallenbildner vor, z. B. Arten der Gattung Copium. In den Tropen treten die Wanzen jedoch in deutlich stärkerem Maße als Schädlinge in Erscheinung.

## Gattungen und Arten in Deutschland
Aus Deutschland sind 64 Arten der Netzwanzen bekannt. Im Wesentlichen nach und  (Arten nur in Auswahl)
- Acalypta – A. brunnea, A. carinata, A. gracilis, A. marginata, A. musci, A. parvula, A. platycheila,
- Agramma – A. confusum, A. femorale, A. laetum, A. minutum, A. ruficorne, A. tropidopterum
- Campylosteira – C. verna
- Catoplatus – C. carthusianus, C. fabricii, C. horvathi
- Copium – C. clavicorne, C. teucrii
- Corythucha – C. arcuata (Eichennetzwanze), C. ciliata (Platanen-Netzwanze)
- Derephysia – D. cristata, D. foliacea, D. sinuatocollis
- Dictyla – D. convergens, D. echii, D. humuli, D. lupuli, D. rotundata, D. nassata
- Dictyonota – D. fuliginosa, D. strichnocera
- Elasmotropis – E. testacea
- Galeatus – G. affinis, G. maculatus, G. sinuatus, G. spinifrons
- Kalama – K. henschi, K. tricornis
- Lasiacantha – L. capucina, L. gracilis, L. hermani
- Oncochila – O. scapularis, O. simplex
- Physatocheila – P. confinis, P. costata, P. dumetorum, P. harwoodi, P. smreczynskii
- Stephanitis – S. oberti, S. pyri (Birnblattwanze), S. rhododendri (Rhododendron-Netzwanze), S. takeyai (Andromeda-Netzwanze)
- Tingis – T. ampliata, T. auriculata, T. cardui (Distelnetzwanze), T. crispata, T. marrubii, T. pilosa, T. ragusana, T. reticulata

## Referenzen
- Tingidae. Fauna Europaea, abgerufen am 15. November 2006.
- E. Wachmann, A. Melber & J. Deckert: Wanzen. Band 1: Neubearbeitung der Wanzen Deutschlands, Österreichs und der deutschsprachigen Schweiz, Goecke & Evers, Keltern, 2006, S. 100–156. ISBN 3-931374-49-1
- E. Wachmann: Wanzen beobachten – kennenlernen. J. Neumann – Neudamm, Melsungen 1989, ISBN 3-7888-0554-4